# Banu Bàriq
Els Banu Bàriq (àrab: بنو بارق, Banū Bāriq) foren, en època del profeta Muhàmmad, una de les tribus àrabs de la península d'Aràbia. Els Banu Bàriq eren una branca de la tribu azd, del grup tribal qahtanita (originaris del Iemen-Hadramaut), que van emigrar al final del segle iii a causa de la destrucció de la presa de Marib. Els Banu Bàriq van adoptar l'islam el 630. El 634 el califa Omar va enviar grups de Banu Bàriq a l'Eufrates, on van poblar Bàssora i Kufa i alguns fins i tot van anar a Egipte.